# Андриј Билецки
Андреј Јевгенијович Билецки (укр. Андрі́й Євге́нійович Біле́цький; Харков, 5. август 1979) јесте украјински бели националиста, екстремно-десничарски политичар и вођа политичке странке Национални корпус.
Био је први командант добровољачке милиције батаљона Азов, и суоснивач националистичког покрета Социјално-национална скупштина. Од 2014. до 2019. Билецки је био посланик у украјинском парламенту.
Током рата на Косову и Метохији, група украјинских православних идеалиста на челу с Билецким се пријавила за добровољно ратовање на страни Србије. Њему је тај рат „изгледао као рат хришћанске земље против исламског фактора.” Поштовалац је лика и дела Ратка Младића, који се, по њему, борио против муслиманских окупатора и за слободу српскога народа.

## Биографија
Андреј Билецки је рођен 1979. године у Харкову, Совјетски Савез. Отац Билецког Јевхен Михајлович Билецки је потицао из старе козачке породице која је основала село Краснопавливка (Лозовачки округ), док је мајка Билецког Олена Анатоливна Билецки (рођена Лукашевич) потицала из племићке породице из Житомирске области, којој припадају Василиј Лукасембриљ (Лукашевич) који је основао „Малоруско тајно друштво“.
У младости, Билецки се бавио неколико врста борилачких вештина и боксом. Године 1990. одбио је да буде примљен у Свесавезну пионирску организацију Владимира Лењина. Билецки је, заједно са старијим школским друговима, подигао украјинску заставу над својом школом. Његов највећи патриотски утицај у младости био је очев поклон књиге забрањене у Совјетском Савезу, Историја Украјине за децу од Антона Лотоцког.
Билецки је 2001. дипломирао са одличним успехом на Историјском факултету Универзитета у Харкову. Његова теза је била о Украјинској устаничкој армији. Исте године Билецки је учествовао у протестима "Украјине без Кучме" (УБК) због чега је стављен у административни притвор. Служба безбедности Украјине извршила је притисак на управу универзитета да Билецког избаци из установе. Током студентских дана, као десничарски студент историје, Билецки се добровољно пријавио да се бори на страни СРЈ током рата на Косову и Метохији.
Године 2002. Билецки је постао лидер харковског огранка политичке организације Тризуб, а 2003. године сарађивао је са Социјал-националном партијом Украјине (СНПУ) противећи се идеји њене трансформације у Свободу.
Након трансформације СНПУ у Свободу и ликвидације првобитног "Патриота Украјине", Билецки је 2005. године покренуо оживљавање "Патриота Украјине", независно од било каквих политичких фракција. Нови Патриоти Украјине у почетку су чинили харковски огранци УНА-УНСО, Тризуб и бивши СНПУ. Од 2005. године Билецки је сарађивао и са новооснованом Украјинском конзервативном партијом.
На украјинским парламентарним изборима 2006. Билецки се неуспешно кандидовао за украјински парламент.
Дана 18. октобра 2008. године, Билецки и други припадници "Патриота Украјине" ухапшени су током меморијалног марша Украјинске побуњеничке армије. У новембру 2008. Билецки је иницирао стварање Социјалне народне скупштине (СНА) која је укључивала још четири организације: Спадшчина (Наслеђе), Патриота Украјине (2005), Револуција и држава (РиД, Револуција и држава) и Слава и Чест (СиЧ, слава и част).
У августу 2011, чланови Патриота и СНА су ухапшени у вези са случајем терориста Василков. Истовремено, дошло је до оружаног напада на штаб Патриота Украјине у Харкову при чему су два члана рањена, док је нападач повређен. Припадници Патриота Украјине ухапшени су и оптужени за покушај убиства 11. септембра 2011. 19. новембра 2011. био је покушај убиства Билецког када је на њега пуцано у Харкову задобивши две ране од метка. Билецки је успео да се одвезе у градску болницу где је оперисан. Локални органи за спровођење закона су тај догађај окарактерисали као хулиганство. Дана 27. децембра 2011. године, Билецки је такође ухапшен по истој оптужби заједно са другим члановима Патриота Украјине и држан је у притвору у истражном затвору у Харкову (истражни затвор) 28 месеци. Присталице социјално-националних покрета оквалификовале су хапшења као политички мотивисану репресију и довеле до националистичких протеста у неколико украјинских градова.
Билецког је интервјуисала украјинска ТВ после мисије у близини Маријупоља.
Током догађаја на Евромајдану, 28. новембра 2013. међу оснивачима Десног сектора били су чланови Украјинске патриоте Билецког. Дана 24. фебруара 2014. украјински парламент је усвојио одлуку о слободи политичких затвореника. Следећег дана, Билецки је, заједно са осталим затвореницима, потпуно ослобођен свих оптужби и пуштен из притвора.
Билецки је 12. марта 2014. постао партијски лидер у специјалним операцијама за „Десни сектор – исток“, који је укључивао регионе као што су Полтавска, Харковска, Доњецка и Луганска области. Дана 5. маја 2014. године у Бердјанску, Билецки је постао оснивач батаљона Азов (као територијалног батаљона патролне службе) и његов први командант. Батаљон је у почетку био састављен од чланова Патриота Украјине, СНА, фудбалских навијача (нарочито присталица Динама из Кијева) и покрета Аутомајдан. Паравојна јединица постала је позната као Мали црни људи, као опозиција руским специјалним операцијама. Током једног скупа азоваца Андриј Билецки кличе „Слава Ратку Младићу” спомињући да су Муслимани и Албанци окупатори.
Дана 13. јуна 2014, Билецки је предводио свој одред до успешног ослобађања Маријупоља (Прва битка за Маријупољ) од руских сепаратиста. Према британском војном репортеру Асколду Крушелницком, „Билецки је био хладан у процени акција и издавању наређења мирно и, по мом мишљењу, логично“. Дана 2. августа 2014. године, Билецки, који има чин мајора Милиције, је одликован Орденом за храброст (III степен) и унапређен у потпуковника полиције дана 15. августа исте године.
Дана 10. септембра 2014, Билецки је примљен у војни савет Народног фронта, али није постао члан странке. 27. септембра 2014. кандидовао се као независни кандидат у 217. изборном округу (Кијев) за украјинске парламентарне изборе 2014. и победио је са 31.445 гласова (33,75%). У парламенту се придружио интерфракцијској групи Укроп. У октобру 2014, Игор Михајленко је заменио Билецког на месту команданта батаљона Азов.
У интервјуу за ЛБ.уа (Лева обала) датом 10. децембра 2014. године, Билецки је најавио да је Патриота Украјине суспендовала своје активности као политичка организација због рата и да ће бити апсорбована првенствено у батаљон Азов. У истом интервјуу Билецки је рекао да се лого батаљона разликује од немачког Волфсангела и да симболизује украјинску националну идеју.
У октобру 2016. званичник Билецки је напустио Украјинску Националну гарду јер је украјинским изабраним званичницима забрањено служење војног рока. Али се зарекао да ће наставити своју војну каријеру „без титула“.
Дана 1. новембра 2018. године, Андриј Билецки је уврштен на руску листу санкција у вези са непријатељским деловањем Украјине према грађанима и правним лицима Руске Федерације.
Андриј Билецки је током прве 3 године рада у Врховној Ради учествовао у само 2,09% гласања. Учествовао је у само 229 гласања, заузевши пето место у рејтингу посланика са најмање гласова. Билецки је пропустио 328 седница украјинског парламента. Осим тога, пропустио је све седнице Врховне Раде 2016. и није се појавио у парламенту од марта 2017. Према истраживању Комитета бирача Украјина, објављен у августу 2017. године, Андриј Билецки није успео да напише ниједан закон који је усвојен у Врховној ради. Он је са 30 пројеката на првом месту међу посланицима који су поднели највећи број неуспешних предлога закона.
На украјинским парламентарним изборима 2019. године заузео је друго место на удруженој листи Свобода са крајње десним Националним корпусом, Владином иницијативом Јароша и Десним сектором. Али на изборима странка није освојила довољно гласова да пређе изборни цензус од 5% и тако није добила ниједно посланичко место.

## Политички ставови
Циљеви „Социјално-националне скупштине”, чији је суоснивач, су „заштита беле расе стварањем антидемократског и антикапиталистичког „националократског” система” и искорењивање „међународног ционистичког шпекулативног капитала”. Године 2010. Билецки је рекао да је мисија украјинске нације да „предводи беле расе света у последњем крсташком рату … против Унтерменшена предвођеног семитима“.
Међутим, Билецки изјављује да није расиста или антисемит. У интервјуу је објаснио да Израел и Јапан сматра узорима за развој Украјине.

## Зарада
Према електронској декларацији, 2015. године, Андриј Билецки је примио 58.990 ₴ (2.087 америчких долара) као плату у Врховној ради. Имао је 250.000 ₴ (8.846 америчких долара) у готовини.  Декларација је такође указивала на стан у Кијеву (види доле), који је забележен на супружнику Билецког Јулију.  У декларацији за 2016. Билецки је навео 115.652 гривни (4.423 УСД) као заменичку плату и 250.000 ₴ у готовини.

## Лични живот
Од 2003. до 2016. године, Андриј Билецки је био ожењен Јулијом Александровном Билецком (рођеном Брусенко). Син пара, Олександр, рођен је 2007. У априлу 2016. супружници су се развели након скандала, када подаци о стану у Кијеву површине 79,5 квадратних метара који кошта од 2,2 до 4,1 милиона фунти нису укључени у декларација посланика.